# Alfredo Rosende Verdugo
Carlos Alfredo Rosende Verdugo (Los Andes, 30 de diciembre de 1898-Roma, c. 23-31 de enero de 1951) fue un abogado, agricultor, diplomático y político chileno, miembro del Partido Radical (PR), el cual presidió en 1944 y entre 1946 y 1949. Se desempeñó como diputado de la República durante tres periodos legislativos consecutivos, desde 1937 hasta 1949. Además, fue ministro del Interior bajo la vicepresidencia de Jerónimo Méndez Arancibia entre 1941 y 1942.

## Familia y estudios
Nació en la comuna chilena de Los Andes el 30 de diciembre de 1898, siendo el octavo de los díez hijos del matrimonio conformado por Irene de la Merced Verdugo Beytía y el médico cirujano Luis Rosende Lopehandía —quien sirvió en el Ejército de Chile durante la guerra del Pacífico; simismo, prestó sus servicios en Bomberos de Chile y la Sociedad de Artesanos e Industriales de Los Andes—. Realizó sus estudios primarios en el Liceo de Los Andes y los secundarios en el Internado Nacional Barros Arana (INBA). Continuó los superiores en la Facultad de Derecho de la Universidad de Chile; juró como abogado ante la Corte Suprema el 16 de noviembre de 1920, tras la tesis titulada Estudio médico-legal del sonambulismo provocado o hipnotismo.
Se casó con Carmen Beytía Aguirre, con quien tuvo cinco cinco hijos: Carmen, Alfredo, Teresa, Ramón y Eugenio.

## Carrera profesional
Se dedicó a ejercer su profesión libremente, siendo abogado del Banco Español-Chile y del Ferrocarril Transandino, entre otros. Trabajó hasta 1935 en el estudio jurídico de Pedro Aguirre Cerda y Armando Quezada Acharán, quienes serían presidente de la República, y parlamentario y ministro de Estado, respectivamente.
Por otra parte, se dedicó a la agricultura, explotando el fundo "Bellavista", ubicado en la comuna de Los Andes; y fue consejero de la Junta de Exportación Agrícola, entidad dependiente del Ministerio de Agricultura (Minagri).

## Carrera política
En el ámbito político, militó en las filas del Partido Radical (PR). En la colectividad ocupó los cargos de: presidente de la Asamblea Radical de Los Andes, presidente de la Asamblea Radical Nacional, secretario de la Convención Radical en 1924, vicepresidente nacional en 1939, y presidente nacional en 1944 y entre 1946 y 1949.

### Diputado
En las elecciones parlamentarias de 1937, se postuló como candidato a diputado por la 5.ª Agrupación Departamental (correspondiente a los departamentos de Petorca, San Felipe y Los Andes), resultando electo por el período legislativo 1937-1941. En esa oportunidad, integró la comisión de Vías y Obras Públicas y en carácter de reemplazante las de Gobierno Interior y la de Constitución, Legislación y Justicia.
Obtuvo la reelección diputacional en las elecciones parlamentarias de 1941 y de 1945, periodos 1941-1945 y 1945-1949, donde continuó integrando en ambas la comisión de Vías y Obras Públicas.

### Ministro de Estado
De forma paralela, el 21 de noviembre de 1941, fue nombrado por el vicepresidente Jerónimo Méndez, también radical, y quien asumió tras la muerte del presidente Pedro Aguirre Cerda, como titular del Ministerio del Interior, función que ejerció hasta el 2 de abril de 1942, fecha en que finalizó la administración provisional.
Posteriormente, en el marco del gobierno del también radical Gabriel González Videla, el 23 de junio de 1947 volvió a asumir la titularidad de dicha repartición gubernamental, en calidad de suplente, hasta el 14 de julio del mismo año.

### Embajador
Luego, en 1951, fue nombrado por González Videla como embajador de Chile en Roma (Italia), falleciendo en el ejercicio de esa misión diplomática a fines de enero de ese año, cuando se perfilaba como el candidato radical mejor posicionado para presentarse a las elecciones del año siguiente en la que salió elegido el general Carlos Ibáñez del Campo.